# Zavet, Burgas
Zavet (în bulgară Завет) este un sat în comuna Sungurlare, regiunea Burgas,  Bulgaria. 

## Demografie
Componența etnică a satului Zavet
     Turci (7,51%)
     Bulgari (90,97%)
     Nicio identificare (1,5%)
     Altele (0%)
La recensământul din 2011, populația satului Zavet era de 133 locuitori. Din punct de vedere etnic, majoritatea locuitorilor (90,97%) erau bulgari, cu o minoritate de turci (7,51%). Pentru 1,5% din locuitori nu este cunoscută apartenența etnică.